# Monety (Biała Piska)
Monety [mɔˈnɛtɨ] (deutsch Monethen) ist ein Dorf in der polnischen Woiwodschaft Ermland-Masuren, das zur Gmina Biała Piska (Stadt- und Landgemeinde Bialla, 1938 bis 1945 Gehlenburg) im Powiat Piski (Kreis Johannisburg) gehört.

## Geographische Lage
Monety liegt im südlichen Osten der Woiwodschaft Ermland-Masuren, 28 Kilometer nordöstlich der Kreisstadt Pisz (Johannisburg).

## Geschichte
Monethen wurde im Jahre 1474 gegründet.
Am 8. April 1874 wurde es Amtsdorf und damit namensgebend für einen Amtsbezirk, der bis 1945 bestand und zum Kreis Johannisburg im Regierungsbezirk Gumbinnen (ab 1905: Regierungsbezirk Allenstein) der preußischen Provinz Ostpreußen gehörte.
279 Einwohner waren im Jahr 1910 in Monethen registriert. Ihre Zahl stieg bis 1933 auf 295, sank dann bis 1939 wieder auf 279.
Aufgrund der Bestimmungen des Versailler Vertrags stimmte die Bevölkerung im Abstimmungsgebiet Allenstein, zu dem Monethen gehörte, am 11. Juli 1920 über die weitere staatliche Zugehörigkeit zu Ostpreußen (und damit zu Deutschland) oder den Anschluss an Polen ab. In Monethen stimmten 200 Einwohner für den Verbleib bei Ostpreußen, auf Polen entfiel keine Stimme.
In Kriegsfolge kam Monethen 1945 mit dem gesamten südlichen Ostpreußen zu Polen und erhielt die polnische Namensform „Monety“. Das Dorf ist heute Sitz eines Schulzenamtes (polnisch Sołectwo) und als solches eine Ortschaft im Verbund der Stadt- und Landgemeinde Biała Piska (Bialla, 1938 bis 1945 Gehlenburg) im Powiat Piski (Kreis Johannisburg), bis 1998 der Woiwodschaft Suwałki, seither der Woiwodschaft Ermland-Masuren zugehörig.

### Amtsbezirk Monethen (1874–1945)
Zum Amtsbezirk Monethen gehörten ursprünglich 15 Dörfer. Am Ende waren es noch 14:
| Name              | Änderungsname 1938 bis 1945 | Polnischer Name | Bemerkungen                         |
| ----------------- | --------------------------- | --------------- | ----------------------------------- |
| Andreaswalde      |                             | Kosinowo        |                                     |
| Bzurren           | Surren                      | Bzury           |                                     |
| Czyprken          | (ab 1930:) Kolbitz          | Czyprki         |                                     |
| Dupken            | (ab 1926:) Lindensee        | Lipowskie       |                                     |
| Jebrammen         | Bachort                     | Jebramki        |                                     |
| Klein Rosinsko    | Kleinrosen                  | Różyńsk Mały    |                                     |
| Köllmisch Rakowen | Köllmisch Rakau             | Rakowo Małe     | 1928 nach Andreaswalde eingemeindet |
| Koslowen          | Wildfrieden                 | Kozłowo         |                                     |
| Kotten            |                             | Koty            |                                     |
| Krzywinsken       | Heldenhöh                   | Krzywińskie     |                                     |
| Monethen          |                             | Monety          |                                     |
| Nittken           |                             | Nitki           |                                     |
| Nowaken           | Brüderfelde                 | Nowaki          |                                     |
| Olschewen         | Kronfelde                   | Olszewo         |                                     |
| Osranken          | (ab 1926:) Steinfelde       | Osranki         |                                     |

Am 1. Januar 1945 bildeten den Amtsbezirk Monethen die Dörfer: Andreaswalde, Bachort, Brüderfelde, Heldenhöh, Kleinrosen, Kolbitz, Kotten, Kronfelde, Lindensee, Monethen, Nittken, Steinfelde, Surren und Wildfrieden.

## Religionen
Bis 1945 war Monethen in die evangelische Kirche Baitkowen (1938 bis 1945 Baitenberg, polnisch Bajtkowo) in der Kirchenprovinz Ostpreußen der Kirche der Altpreußischen Union sowie in die römisch-katholische Kirche St. Adalbert in Lyck (polnisch Ełk) im Bistum Ermland eingepfarrt.
Heute gehört Monety katholischerseits zur Pfarrei in Drygały (Drygallen, 1938 bis 1945 Drigelsdorf) im Bistum Ełk der Römisch-katholischen Kirche in Polen. Die evangelischen Einwohner halten sich zur Kirchengemeinde in Biała Piska (Biallen, 1938 bis 1945 Gehlenburg), einer Filialgemeinde der Pfarrei in Pisz (Johannisburg) in der Diözese Masuren der Evangelisch-Augsburgischen Kirche in Polen.

## Verkehr
Monethens Dorfbezirk grenzt an die Woiwodschaftsstraße 667, die den Powiat Ełcki (Kreis Lyck) bei Nowa Wieś Ełcka (Neuendorf) mit dem Powiat Piski (Kreis Johannisburg) bei Biała Piska (Bialla, 1938 bis 1945 Gehlenburg) sowie die beiden Landesstraßen DK 65 und DK 58 miteinander verbindet. Außerdem führt die Nebenstraße 1864N, die von der Stadt Ełk (Lyck) kommend bis nach Rakowo Małe (Köllmisch Rakowen, 1938 bis 1945 Köllmisch Rakau) verläuft, durch den Ort.
Die nächste Bahnstation ist Bajtkowo (Baitkowen, 1938 bis 1945 Baitenberg) an der Bahnstrecke Olsztyn–Ełk (deutsch Allenstein–Lyck).